# Parancistrocerus incorruptus
Parancistrocerus incorruptus är en stekelart som beskrevs av Giordani Soika 1972. Parancistrocerus incorruptus ingår i släktet Parancistrocerus och familjen Eumenidae.

## Underarter
Arten delas in i följande underarter:
- P. i. demens
- P. i. kalimpongensis